# Squadra bruneiana di Fed Cup
La squadra bruneiana di Fed Cup rappresenta il Sultanato del Brunei nella Fed Cup, ed è posta sotto l'egida della Brunei Darussalam Tennis Association.
Essa ha debuttato nel 1996, e ad oggi quella partecipazione è l'unica del piccolo stato del sud-est asiatico nella Fed Cup. Per questo motivo è stata estromessa dal ranking mondiale stilato dalla ITF.

## Organico 1996
Aggiornato ai match del gruppo III (20-22 febbraio 1996). Fra parentesi il ranking della giocatrice nei giorni della disputa degli incontri.
- Fiona Keasberry (WTA #)
- Teng-Lian Kwong (WTA #)
- Pauline Chan (WTA #)

## Ranking ITF
Non inclusa nel ranking.